# 何福仁

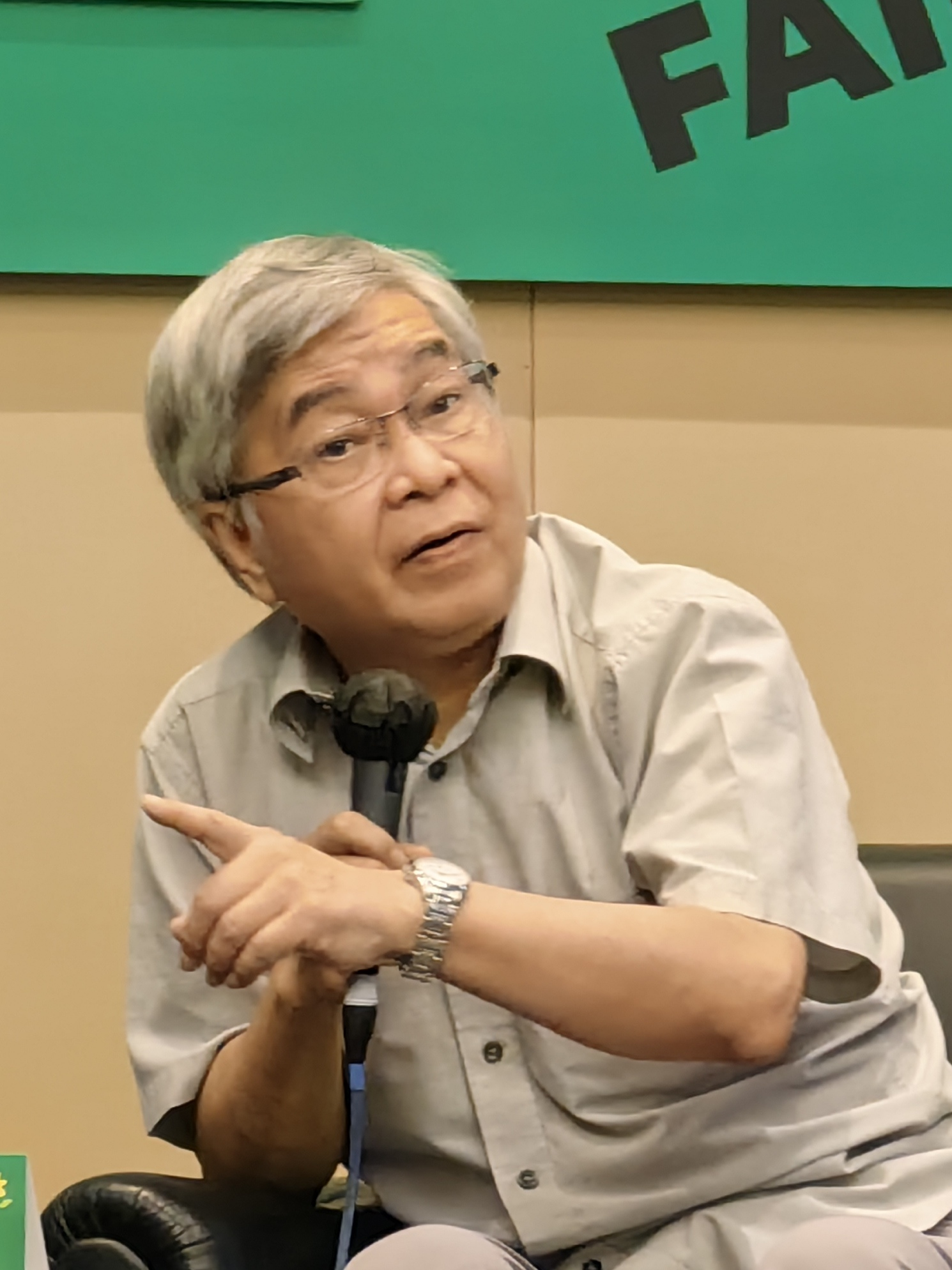
何福仁在2023年香港书展

何福仁（？—），筆名方沙，出生於香港，祖籍廣東中山，是香港知名的作家和詩人。他毕业于聖保羅書院和香港大學，主修中國文學及比較文學。何福仁曾於聖保羅書院任職中文科主任並教授中國歷史和中國文學科，於2009年至2010年學年完結後退休。《如果落向牛頓腦袋不是蘋果》，獲第四屆香港中文文學雙年獎詩獎。

## 文學活動
何福仁曾為文學雜誌《素葉文學》、《大拇指周報》及《羅盤詩刊》編輯。他擔任多屆「市政局中文文學創作獎」新詩組、「香港中文文學雙年獎」評判。

## 著作
主要著作篇目查詢系統--「台灣作家作品資料庫」（页面存档备份，存于）
何福仁的主要作品包括
- 詩集
  - 《龍的訪問》
  - 《如果落向牛頓腦袋的不是蘋果》
  - 《飛行的禱告》
  - 《孔林裏的駐校青蛙》[1]
  - 《愛在瘟疫時》[2]
- 散文集
  - 《再生樹》
  - 《書面旅遊》
  - 《上帝的角度》
- 評論
  - 《時間的話題》
  - 《浮城1.2.3-西西小說新析》
- 編輯
  - 《西西卷》